# Simona Popescu
Simona Popescu (n. 10 martie 1965, Codlea, județul Brașov) este o eseistă, poetă și prozatoare română contemporană.

## Biografie
Simona Popescu s-a născut la Codlea, județul Brașov, în anul 1965. Este absolventă a Facultății de Litere a Universității din București, în anul 1987. Din anul 2014 este conferențiar doctor la catedra de literatură română a Facultății de Litere a Universității din București. A trecut pe rând prin funcțiile de asistent și lector universitar. A fost descoperită de poetul Alexandru Mușina, în perioada în care era elevă de liceu la Brașov, acesta fiindu-i profesor de literatură română, a citit din creația proprie la Cenaclul de Luni, patronat de Nicolae Manolescu, și a fost membră a Cenaclului Universitas condus de Mircea Martin, cel care a continuat Cenaclul de Luni și unde au participat majoritatea membrilor generației nouăzeciste. Este membră a generației literare nouăzeci și alături de colegii săi din Brașov Andrei Bodiu, Caius Dobrescu și Marius Oprea a pus bazele unui curent literar intitulat mașcrisissmul. La începutul activității sale literare a fost membră a Grupului de la Brașov, format în anii 1980, alături de Andrei Bodiu, Caius Dobrescu și Marius Oprea, împreună cu care a apărut în volumul colectiv Pauza de respirație. A fost puternic legată sufletește de poetul suprarealist Gellu Naum, care a început să publice în perioada interbelică, și căruia i-a consacrat două cărți.
Simona Popescu spune despre poezia ei că este ca „o plimbare în grădină“, însă scrisul îi izvorăște din pasiunea pentru „viața cea adevărată“.

Este căsătorită cu cunoscutul critic literar al generației optzeci Ion Bogdan Lefter. 

## Opere publicate
- Xilofonul și alte poeme (1990), debut în poezie, tradus în limba maghiară 
  - Xilofon (1998), ed. Pont, Budapesta
- Pauza de respirație (1991), împreună cu Andrei Bodiu, Caius Dobrescu și Marius Oprea
- Juventus și alte poeme (1994), poezie
- Exuvii (1997, 2004), roman, tradus în limbile poloneză, maghiară, franceză de Sebastian Reichmann. Un fragment din roman a fost inclus în manualele școlare (2010, 2024).
- Noapte sau zi, poezie (1998), Editura Paralela 45
- Volubilis, eseuri (1998), Editura Paralela 45
- Salvarea speciei: despre suprarealism și Gellu Naum (2000). Editura Fundației Culturale Române, eseu biografic despre poetul suprarealist Gellu Naum
- Clava. Critificțiune cu Gellu Naum (2004), Editura Paralela 45
- Lucrări în verde sau Pledoaria mea pentru poezie (2006), poezie, Editura Polirom[3]
- Leagănul pisicii (2010), eseu, în vol. „Care-i faza cu cititul?”, ed. Arthur (v. „Volume colective”)[4]
- Autorul, un personaj (2015), Editura Paralela 45, eseu critic pornind de la teza de doctorat
- Cartea plantelor și animalelor (2021), poezie, Editura Nemira

## Volume colective
- Cartea cu bunici, coord. de Marius Chivu -  Gabriela Adameșteanu, Radu Afrim, Iulia Alexa, Adriana Babeți, Anamaria Beligan, Adriana Bittel, Ana Blandiana, T. O. Bobe, Lidia Bodea, Emil Brumaru, Alin Buzărin, Alexandru Călinescu, Matei Călinescu, Daniela Chirion, Livius Ciocârlie, Adrian Cioroianu, Alexandru Cizek, Andrei Codrescu, Denisa Comănescu, Radu Cosașu, Dana Deac, Florin Dumitrescu, B. Elvin, Cătălin Dorian Florescu, Filip Florian, Matei Florian, Șerban Foarță, Emilian Galaicu-Păun, Vasile Gârneț, Cristian Geambașu, Dragoș Ghițulete, Cristian Ghinea, Bogdan Ghiu, Stela Giurgeanu, Adela Greceanu, Bogdan Iancu, Nora Iuga, Doina Jela, Alexandra Jivan, Ioan Lăcustă, Florin Lăzărescu, Dan Lungu, Cosmin Manolache, Anca Manolescu, Angela Marinescu, Virgil Mihaiu, Mircea Mihăieș, Călin-Andrei Mihăilescu, Dan C. Mihăilescu, Vintilă Mihăilescu, Ruxandra Mihăilă, Lucian Mîndruță, Adriana Mocca, Cristina Modreanu, Ioan T. Morar, Ioana Morpurgo, Radu Naum, Ioana Nicolaie, Tudor Octavian, Andrei Oișteanu, Radu Paraschivescu, Horia-Roman Patapievici, Dora Pavel, Irina Petraș, Cipriana Petre, Răzvan Petrescu, Marta Petreu, Andrei Pleșu, Ioan Es. Pop, Adina Popescu, Simona Popescu, Radu Pavel Gheo, Tania Radu, Antoaneta Ralian, Ana Maria Sandu, Mircea-Horia Simionescu, Sorin Stoica, Alex Leo Șerban, Robert Șerban, Tia Șerbănescu, Cătălin Ștefănescu, Pavel Șușară, Iulian Tănase, Antoaneta Tănăsescu, Cristian Teodorescu, Lucian Dan Teodorovici, Călin Torsan, Traian Ungureanu, Constanța Vintilă-Ghițulescu, Ciprian Voicilă, Sever Voinescu; Ed. Humanitas, 2007;
- Care-i faza cu cititul?, coord. de Liviu Papadima - Florin Bican, Paul Cernat, Ioan Groșan, Dan Lungu, Robert Șerban, Rodica Zane, Cezar Paul Bădescu, Laura Grunberg, Călin-Andrei Mihăilescu, Dan Sociu, Cristian Teodorescu, Călin Torsan, Ioana Bot, Mircea Cărtărescu, Fanny Chartres, Vasile Ernu, Bogdan Ghiu, Simona Popescu, Vlad Zografi, George Ardeleanu, Neaju Djuvara, Caius Dobrescu, Ioana Nicolaie, Ioana Pârvulescu, Doina Ruști; Ed. Art, 2010;
- Iubire 13 / Love 13, coord. de Marius Chivu - Mimi Brănescu, Gianina Cărbunariu, Marius Chivu, Andrei Codrescu, Radu Cosașu, Matei Florian, Hanno Hoffer, Radu Paraschivescu, Răzvan Petrescu, Simona Popescu, Ana Maria Sandu, Alex Leo Șerban, Cătălin Ștefănescu; Ed. Art, 2010;
- Ce poți face cu două cuvinte, coord. de Liviu Papadima - Adina Popescu, Simona Popescu, Dan Sociu, Dan Stanciu, Grete Tartler, Florin Bican, Florin Dumitrescu, Matei Florian, Laura Grünberg, Ioana Nicolaie, Robert Șerban, Vlad Zografi, George Ardeleanu, Fanny Chartres, Adela Greceanu, Călin-Andrei Mihăilescu,Radu Paraschivescu, Doina Ruști; Ed. Art, 2012;